# James Ivory
James Francis Ivory, all'anagrafe Richard Jerome Hazen (Berkeley, 7 giugno 1928), è un regista, sceneggiatore e produttore cinematografico statunitense.
Ivory ha dedicato tutta la sua produzione ai film in costume, dirigendo alcune pellicole che hanno riscosso un grande successo di pubblico e critica, tra cui Camera con vista (1985), Maurice (1987), Casa Howard (1992) e Quel che resta del giorno (1993). Nel 2018, all'età di 89 anni, ha vinto l'Oscar alla miglior sceneggiatura non originale per il film di grande successo Chiamami col tuo nome, diretto da Luca Guadagnino.

## Biografia
Poco tempo dopo la sua nascita venne adottato da Hallie Millicent de Loney ed Edward Patrick Ivory, impiegato di una segheria, che divennero i suoi genitori.
Studia all'Università dell'Oregon, dove si specializza in architettura e storia dell'arte. Poi frequenta la University of Southern California dove studia cinema e televisione e nel 1957 presenta come tesi un documentario intitolato Venice: Themes and Variations. Ha un grande interesse per la cultura indiana che si manifesta nel suo secondo film The Sword and the Flute. Il successo dell'opera gli fa conquistare una borsa di studio della Asia Society of New York con il quale realizza The Delhi Way.
Nel 1961 con Ismail Merchant fonda la Merchant Ivory Productions, con il progetto di realizzare in India film in lingua inglese da distribuire sul mercato internazionale. Il primo lavoro che nasce da questo progetto è Il capofamiglia, del 1963, tratto da una sceneggiatura di Ruth Prawer Jhabvala, che inizia da questo momento con la Merchant-Ivory una collaborazione di oltre trenta anni.

### Vita privata
Omosessuale dichiarato, Ivory ebbe una lunga relazione con il suo socio Ismail Merchant, durata dal 1961 alla morte di Merchant nel 2005.

## Filmografia

### Regista

#### Cinema
- Venice: Theme and Variations (1957) (corto - documentario)
- The Sword and the Flute (1959) (corto - documentario)
- Il capofamiglia (The Householder) (1963)
- The Delhi Way (1964) - documentario
- Shakespeare Wallah (1965)
- Il guru (The Guru) (1969) - conosciuto anche con il titolo Soltanto se tu vuoi
- Il racconto di Bombay (Bombay Talkie) (1970)
- Selvaggi (Savages) (1972)
- Autobiografia di una principessa (Autobiography of a Princess) (1975)
- Party selvaggio (The Wild Party) (1975)
- Roseland (1977)
- Gli europei (The Europeans) (1979)
- Jane Austen a Manhattan (Jane Austen in Manhattan) (1980)
- Quartet (1981)
- Calore e polvere (Heat and Dust) (1983)
- I bostoniani (The Bostonians) (1984)
- Camera con vista (A Room with a View) (1985)
- Maurice (1987)
- Schiavi di New York (Slaves of New York) (1989)
- Mr. & Mrs. Bridge (1990)
- Casa Howard (Howards End) (1992)
- Quel che resta del giorno (The Remains of the Day) (1993)
- Jefferson in Paris (1995)
- Surviving Picasso (1996)
- La figlia di un soldato non piange mai (A Soldier's Daughter Never Cries) (1998)
- The Golden Bowl (2001)
- Le Divorce - Americane a Parigi (Le Divorce) (2003)
- La contessa bianca (The White Countess) (2005)
- Quella sera dorata (The City of Your Final Destination) (2009)
- A Cooler Climate (2022) - documentario

#### Televisione
- Hullabaloo Over Georgie and Bonnie's Pictures (1978) - film TV

### Sceneggiatore
- Il guru (The Guru), regia di James Ivory (1969)
- Il racconto di Bombay (Bombay Talkie), regia di James Ivory (1970)
- Maurice, regia di James Ivory (1987)
- La figlia di un soldato non piange mai (A Soldier's Daughter Never Cries), regia di James Ivory (1998)
- Le Divorce - Americane a Parigi, regia di James Ivory (2003)
- Chiamami col tuo nome (Call Me by Your Name), regia di Luca Guadagnino (2017)

### Attore
- Dance Again with Me Heywood!, regia di Michele Diomà (2019)[2]

## Riconoscimenti
La carriera di Ivory è stata costellata da molti successi di critica e pubblico. Molti sono i riconoscimenti che ha ricevuto per le sue pellicole:
- Camera con vista è stato candidato ad otto premi Oscar, ha vinto il premio BAFTA per il miglior film del 1986 e due David di Donatello per il miglior film straniero e per il miglior regista.
- Maurice ha vinto il Leone d'argento per la regia al Festival di Venezia oltre ai premi per la colonna sonora (Richard Robbins) e per il migliore attore (‘’ex aequo’’ per James Wilby e Hugh Grant).
- Mr. & Mrs. Bridge ha ottenuto una candidatura all'Oscar per la migliore attrice (Joanne Woodward).
- Casa Howard, tratto dal celebre romanzo di Edward Morgan Forster, ha ottenuto nove candidature ai premi Oscar vincendo quello per la migliore attrice protagonista (Emma Thompson), la migliore sceneggiatura non originale (Ruth Prawer Jhabvala), e la migliore direzione artistica e scenografie (Luciana Arrighi e Ian Whittaker). Il film ha vinto anche il BAFTA come miglior film.
- Quel che resta del giorno, ispirato al bestseller di Kazuo Ishiguro, interpretato da Anthony Hopkins e Emma Thompson, ha ottenuto otto candidatura all'Oscar ed è stato scelto come Film dell'Anno dalla British Film Critics Society.
- Nel 1995 il Directors Guild of America ha assegnato a James Ivory il prestigioso Premio alla Carriera D.W. Griffith.
- Nel 2001 James Ivory, Ismail Merchant, e Ruth Prawer Jhabvala sono stati insigniti della Fellowship of the British Academy of Film and Television, un'importantissima onorificenza cinematografica.
- Nel 2010 al Torino Gay & Lesbian Film Festival ha vinto il Dorian Gray, premio che celebra i conseguimenti di una carriera nel mondo della cinematografia a tematica LGBT.[3]
- Nel 2018 ha vinto, tra gli altri, il premio BAFTA e l'Oscar alla miglior sceneggiatura non originale per Chiamami col tuo nome, diventando di fatto la persona più anziana in assoluto a vincere tale premio.